# Тетерский, Сергей Владимирович
Серге́й Влади́мирович Тете́рский (род. 14 июня 1971, Чита) — российский ученый, педагог, доктор педагогических наук (2003), профессор (2010), общественный деятель, международный тренер.

## Биография
Окончил естественно-географический факультет Читинского педагогического института имени Н. Г. Чернышевского (1993), докторантуру Российской академии образования (Институт педагогики социальной работы) (2003).
Основатель (до 2013 года руководитель) Общероссийской общественной организации «Детские и молодёжные социальные инициативы» (1995), входящей в Федеральный реестр молодёжных и детских объединений, пользующихся государственной поддержкой.
Основатель Международного форсайт-клуба «Мотиватор24» (2011).
Автор технологии управления позитивными переменами через моделирование известного будущего «Качели времени» (2011).
Эксперт федеральных конкурсов, Общественной Палаты, некоммерческих организаций, научно-популярных изданий.
Активный участник и организатор детских, юношеских и молодежных смен, форумов, слетов.
С 2011 года по настоящее время — директор Автономная некоммерческая организация содействия воспитанию подрастающих поколений ДИМСИ.
2013—2015 г. — заведующий кафедрой психолого-педагогического образования МГГУ имени М. А. Шолохова.
2015—2017 г. — заведующий кафедрой семейной, гендерной политики и ювенологии ФГОБУ ВПО «Российский государственный социальный университет» (РГСУ).
Хобби — путешествия, книги, кино, интернет. 
Женат. Воспитывает двух сыновей. 
Живёт в Москве.

## Научные интересы
Философия, педагогика, психология, становление и развитие институтов гражданского общества, детско-молодёжного общественного движения, семейной, гендерной, государственной молодёжной политики, образования, воспитания, социальной работы, форсайт моделирование.
Основная педагогическая работа Тетерского связана с прикладным форсайт-методом «Качели времени» – инновационной технологией моделирования будущего в настоящем, позволяющей здесь и сейчас: 
– познать смыслы своей жизни, веру в себя и светлое будущее, независимо от того, что происходит в настоящем, расширить границы восприятия своих возможностей, управлять собственными эмоциями, защититься от деструктивных воздействий извне, нейтрализовать негативные воспоминания, мгновенно «переключать» свой настрой с апатии на энтузиазм и желание действовать;  
– относиться с позитивом к происходящему, выработать устойчивый поведенческий навык отслеживать свои мысли, запуская в голове «генератор решений», приводящих прямо или косвенно к позитивному решению любой ситуации и автоматическому отторжению негативных сценариев;  
– преобразовать к лучшему действительность, совершая действия, сориентированные на надлежащий эффект при видении идеального будущего; выработать рекомендации для целедостижения, планирования, программирования, проектирования, вообще управления на основе сопоставления данных из будущего и нормативов здесь и сейчас.  
«Качели времени» позволяют: 
– (смысловая задача) управлять своей реальностью через усиление уверенности, что этим можно управлять, осознать свою ответственность за всё, что происходит в жизни; акцентировать внимание человека на личном здоровье как ресурсе для заботы о родных и близких людях; сконцентрировать человека на позитивном в других как мощнейшем стимуле позитивизации собственного внутреннего мира; 
- (действенная задача) скорректировать желаемые результаты человека или компании через конкретные действия здесь и сейчас; найти ресурсы для реализации своих социальных инициатив; 
– (исследовательская задача) организовать регулярный онлайн-мониторинг возможностей, потенциала, идей, ресурсов, будущего каждого человека, позитивно воспринимающего действительность и улучшающего окружающую реальность.
Этапы:
1. Участнику (участникам) предлагается (мысленно) переместиться в желаемое позитивное будущее и принять его как уже состоявшееся. «Перемещение» подкрепляется задействованием различных органов чувств: зрения, слуха, вкуса, обоняния, осязания, равновесия (положение в пространстве, ускорение, ощущение веса). Например, через специальные короткие видеоролики, медитативную музыку, коллективный отсчёт часов, дней или лет, совместное употребление витаминок, кусочка сахара или простой воды, пересаживание с одного места на другое, смены поз и т. п. Переместиться возможно в любое будущее на час, сутки, месяц, год, столетия вперёд. 
2. Участники (письменно, устно, под аудио- или видеозапись) отвечают на специальные вопросы, закрепляющие увиденное в лично или коллективно созданном будущем. Приветствуются любые идеи. Критика запрещена. Возможна работа по группам. 
3. Участники возвращаются в настоящее, обычно теми же психологическими приёмами, с помощью которых отправились в будущее. Важно зафиксировать возвращение в настоящее время, чтобы понять, что сейчас – это и есть главный мотиватор выбранного лучшего будущего. 
4. Участники анализируют ответы из будущего (письменно и устно), определяя приоритетные шаги к его созданию прямо сейчас. План конкретных действий достижения увиденного будущего включает в себя ключевые позиции познания, отношений, преобразования, события, ресурсы, решения, лоббистские меры развития человека или компании. После это каждый участник позиционирует себя и свои возможности в совместно созданном плане: «Кто я сейчас (какова моя роль, за что я отвечаю) в этом плане достижения желаемого будущего?», «Что мне нужно, какие ресурсы необходимы для реализации моей зоны ответственности?», «А зачем всё, что я делаю, нужно нашей группе?». В итоге происходит конкретизация увиденного в будущем и появляется чётко очерченная зона ответственности каждого члена команды.  
Правила создания «Качелей времени»:
1) «Качели времени» предполагают рассмотрение будущего как УЖЕ свершившегося, поэтому при формулировке вопросов всегда указывается настоящее или прошлое время: «есть» или «было», но не «будет».
2) Придумывая вопросы, важно соблюдать пропорцию «познание – отношение – действие», стараться, чтобы треть вопросов была про самопознание, треть – про изменения отношения к чему-то или кому-то, треть – про советы о взаимодействии с другими объектами (материальными и нематериальными).
3) Каждый вопрос индивидуальных «Качелей времени» ориентирован на конкретного человека; это технология для и про конкретного человека, про его познание, отношения, действия, а не про «мир» и «других». 
4) Любой вариант интерпретации предложенного вопроса должен вызывать радость, а не обиды и споры. «Качели времени» – это не тесты, это радостные игры с разумом.  
5) В письменной интерпретации желательно использовать уважительное обращение «Вам», а не «тебе». 
Успех «Качелей времени» зависит от психологической атмосферы и профессионализма ведущего. Позитивный настрой ведущего, уважительное отношение к каждому мнению, жёсткое пресечение негативных высказываний, умение видеть, слышать, поддерживать смелость каждого присутствующего – всё это позволяет создать атмосферу дружеского праздника.  
«Качели времени» – это оригинальный форсайт, всякий раз вызывающий восторг. Называть их тренингом не совсем корректно, потому что больше это напоминает исследование будущего с непосредственным 
проникновением в него (включённый эксперимент), после которого человек продолжает наслаждаться своим счастливым статусом в настоящем.
Развитие технологии
На основании авторской технологии разрабатываются сценарии мотивации, которые с успехом реализуются на образовательных и тренинговых площадках России и стран СНГ.
«Качели времени» России-2020", «Качели времени» счастливого внука", «Качели времени» защитника Отечества" (автор Шелковой Е. Л.), «Качели времени» реализованного проекта", «Качели времени» счастливого карьериста", «Качели времени» ВАУ-организации", «Качели времени» привлекательной территории", «Качели времени» смыслов" и др.

## Общественная деятельность
- 1995—2013 — Общероссийская общественная организация «Детские и молодёжные социальные инициативы» (ДИМСИ), Президент.
- 1999—2007 — Вице-президент Национального Артийского комитета России.
- 2000—2007 — тренер Университета социальных инициатив ДИМСИ.
- 2000-по настоящее время — член Правления, член Наблюдательного Совета Национального Совета молодёжных и детских объединений.
- 2000—2005 — член Правления Союза социальных педагогов и социальных работников РФ.
- 1997—2007 — член Правления российского отделения международной программы «Большие Братья/Большие Сестры».
- 1997—2001 — член Координационного совета по вопросам взаимодействия с молодёжными и детскими общественными объединениями при Министерстве образования Российской Федерации.
- 1998—2001 — Эксперт межрегионального общественного благотворительного фонда «Созидание».
- c 1998 — член Международной федерации журналистов.
- c 1996 — член Союза журналистов России.
- 2000—2007 — член Правления Российского центра развития добровольчества.
- c 2013 — член попечительского совета  бюджетного учреждения «Дети улиц» г. Москва.
- с 2014 — заместитель председателя совета Ассамблеи народов России
- с 2015 — Член Президиума, сопредседатель учебно-методического совета по направлению «Организация работы с молодежью» Федерального учебно-методического объединения по укрупнённой группе специальностей и направлений подготовки «Социология и социальная работа» Минобрнауки России, член Президиума Национального общественного Комитета «Российская семья», член Экспертного совета при Комитете общественных связей города Москвы, эксперт Общественной палаты города Москвы.

19 мая 2016 года на «Первом канале» в прямом эфире прошла передача «Время покажет» (ведущие Пётр Толстой и Екатерина Стриженова) обсуждался вопрос «Пионерия: пригодится ли сегодня?», где активно обсуждался вопрос об организации «Российское движение школьников». В частности Сергей Тетерский, указывая на полезность такой организации пояснил, что человек устроен таким образом, что ему необходимо будет реализовывать свою коллективность и если не в социально ориентированных (целенаправленно созданных в том числе) организациях, то в асоциальных.

## Награды и звания
- Медаль Программы развития ООН «За активное участие в волонтерской деятельности» (2000)
- Почетный работник сферы молодёжной политики (2007).
- Медаль «Патриот России» (2008).
- Медаль «За отличие в патриотической деятельности» (2009).
- Золотой знак «Лидер XXI века» (2011).
- Медаль «Собор святых воинов» (2012).
- Диплом за активное участие в мероприятиях Международного Года Добровольцев, объявленного Генеральной Ассамблей ООН, и личный вклад в добровольческое движение.
- Победитель городского конкурса «Классный руководитель года».
- Победитель регионального конкурса «Учитель года».
- Победитель Межрегионального (регионов Урала, Сибири и Дальнего Востока) конкурса педагогического мастерства.
- Грамоты, дипломы, благодарственные письма за вклад в развитие детско-молодёжного общественного движения, за высокий профессионализм в организации и проведении специализированных смен в ВДЦ „Орленок“, за участие в экспертных советах российских и международных конкурсов».
- Юбилейная медаль «1000-летие преставления святого равноапостольного князя Владимира» (2016).

## Сочинения
400 публикаций общим объёмом свыше 500 п. л.: учебники, монографии, пособия, статьи по проблемам детско-молодёжного общественного движения, государственной молодёжной политики, воспитания, социальной работе.
1. Тетерский С. В. Роль негосударственных организаций и учреждений в поддержке детских социальных инициатив. Государство и дети: реальности России: Материалы международной научно-практической конференции. — М.: Изд-во Ин-та молодёжи, 1994. — С. 240—243.
2. Тетерский С. В. Кто поддержит детские и молодёжные социальные инициативы? Социальная работа. — 1995. — № 3-4/6. — С.28-30.
3. Тетерский С. В. Начальное профессиональное образование социальных педагогов и социальных работников в России. Образование граждан мира: Тезисы докладов международной конференции — М.: Изд-во Ин-та молодёжи, 1996. — С.90.
4. Тетерский С. В. Социальная защита учащихся средствами дополнительного профессионального образования (специальности «социальный педагог» и «социальный работник»): Преемственность поколений: диалог культур: Материалы международной научно-практической конференции — СПб.: Изд-во СПб. Ун-та, 1996. — в 3-х тт. — Т.1. — С.173-175.
5. Тетерский С. В. В интересах семьи: государственно-общественная система допрофессиональной подготовки социальных педагогов. Сб. Социальная защита семьи: современная ситуация, проблемы, пути решения. — В 2 т. Кн.1 — Ставрополь: СКИПКРО, 1997. — С.255-262.
6. Тетерский С. В. В тесном взаимодействии с социальным окружением. Социальная работа. — 1997. — № 1/9. — С.68-73.
7. Тетерский С. В. Детско-молодёжная общественная организация и подготовка волонтеров для социальной работы. Человек и общество: тенденции социальных изменений: Материалы международной научно-практической конференции 24-26 сентября 1997 г.- Вып.1. — С.38-43.
8. Тетерский С. В. Допрофессиональная подготовка и начальное профессиональное образование социальных педагогов и социальных работников. Березники Пермской обл.: Издательский дом «Типография купца Тарасова», 1997. — 381 с.
9. Тетерский С. В. Дружба, милосердие, вдохновение. Социально-педагогическое движение детско-молодёжных социальных инициатив в системе дополнительного образования детей. Социальная работа. — 1997. — № 1/9. — 75-80
10. Тетерский С. В. Мы объединяемся и в этом наша сила. Социальная работа. — 1997. — № 2/10. — С.54-56
11. Тетерский С. В. Что такое ассоциация ДИМСИ и её роль в учреждениях дополнительного образования детей. Внешкольник, 1997. — № 3. — С.35-39.
12. Тетерский С. В. Диагностирование социально-педагогической деятельности учреждений дополнительного образования детей. М.: Изд-во АСОПиР, 1998. — 52 с..
13. Тетерский С. В. Образовательная программа допрофессиональной подготовки и начального профессионального образования социальных педагогов и социальных работников. В кн.: Обучение социальной работы в Рос-сии. — Т. 1.: Социальная работа: наука и профессия/ Под ред. В. Г. Бочаровой, С. И. Григорьева. — М: ИПСР РАО, 1998. — 24 с.
14. Тетерский С. В. Педагогическая поддержка социальных инициатив детей и молодежи. Сб. «Актуальные проблемы социологии, психологии, социальной работы». Вып.6 ч.2. — Барнаул, Изд-во АГУ, 1998. — С.284-289..
15. Тетерский С. В. Американская программа «Большие Братья/Большие Сестры» в России: опыт психолого-педагогического обеспечения. Психолого-педагогические технологии в социальной работе: Материалы научно-практической конференции факультета социальных отношений Калужского государственного педагогического университета им. К. Э. Циолковского / Под ред. проф. И. Г. Зайнышева. — Калуга: Изд-во КГПУ, 1999. — С.8-11.
16. Тетерский С. В. Взаимодействие общественных объединений и образовательных учреждений в условиях реформирующейся России. Молодёжь России на рубеже веков: материалы докладов и сообщений Международной научно-практической конференции. — Березники Пермской области: Издательский дом «Типография купца Тарасова», 1999. — С.40-44.
17. Тетерский С. В. Дети, молодёжь и взрослые: сотрудничество поколений. Проблемы социализации личности в период экономической нестабильности: материалы докладов и сообщений Международной научно-практической конференции. — Березники Пермской области: Издательский дом «Типография купца Тарасова», 1999. — С.149-157.
18. Тетерский С. В. Детские организации: опыт, проблемы, поиски. Воспитание школьников, 1999. — № 6. — С.12-15.
19. Тетерский С. В. Использование театрального искусства в социальной работе. Психолого-педагогические технологии в социальной работе: Материалы научно-практической конференции факультета социальных отношений Калужского государственного педагогического университета им. К. Э. Циолковского / Под ред. проф. И. Г. Зайнышева. — Калуга: Изд-во КГПУ, 1999. — С.16-18.
20. Тетерский С. В. Социально-педагогическое движение детей, молодёжи и взрослых (из опыта Общероссийской общественной организации «Детские и молодежные социальные инициативы» ДИМСИ) // Внешкольник, 1999. — № 5. — С.26-31.. — в соавт.
21. Тетерский С. В. Социально-педагогическое движение детей и молодёжи как феномен реформирующейся России: Актуальные проблемы социологии, психологии и социальной работы / Под ред. С. И. Григорьева и Л. Г. Гусляковой. Вып.7. — Барнаул: УНПК «Социология, психология и социальная работа», 1999. — С.175-182.
22. Тетерский С. В. Волонтер и общество. Волонтер и власть: /Сост. С. В. Тетерский — М.: ACADEMIA, 2000. — 160 с.
23. Тетерский С. В. Детско-молодёжное движение как феномен формирующейся России. Бюллетень «СИМПТОМ»: Социально-педагогическая служба города: проблемы, поиски, опыт. — Вып.4 (95).2000. — М.: Комитет по телекоммуникациям и средствам массовой информации Правительства Москвы, 2000. — С.52-56.
24. Тетерский С. В. ДИМСИ — это творчество. Сборник творческих работ «Очень славно жить в ДИМСИ». — М.: ACADEMIA, 2000. — С.4-6..
25. Тетерский С. В. Молодёжь как социальный ресурс общества. Молодёжь в XXI веке: социальное участие: Материалы российской научно-практической конференции 11-12 июля 2000 г. г. Тамбов: — Тамбов: Изд-во Тамб. Ун-та, 2000. — С.49-59.
26. Тетерский С. В. Программы ДИМСИ. М.: ACADEMIA, 2000. — 88 с.
27. Тетерский С. В. Семинар-тренинг «Волонтер и общество. Волонтер и власть»: Материалы из опыта и разработки Исполкома ДИМСИ. М.: ACADEMIA, 2000. — 76 с.
28. Тетерский С. В. Социальное партнерство государства и инициативного детского и молодёжного движения. Современное молодёжное, детское движение и государство: Материалы Всероссийской научно-практической конференции 12-15 марта 2000 г. — Москва: Изд-во Института молодёжи, 2000. — С.87-91.
29. Тетерский С. В. Социальные инициативы и детское движение. Материалы Российской научно-практической конференции 25-27 ноября 2000 г.: — Ижевск: Удмуртский государственный университет, 2000. — С.16-24
30. Тетерский С. В. Дети и молодёжь как стратегический ресурс общества: Материалы научно-практической и отчетно-выборной конференций ДИМСИ / Сост. и научн. ред. С. В. Тетерский. М.: ACADEMIA, 2001. — 200 с..
31. Тетерский С. В. ДИМСИ — XXI век: Научно-информационные материалы. М.: Изд-во «ЛИНИЯПРИНТ», 2001. — 50 с.
32. Тетерский С. В. Документы ДИМСИ / Сост. и научн. ред. С. В. Тетерский сост. М.: АCADEMIA, 2001 — 32 с.
33. Тетерский С. В. Педагогический потенциал детско-молодёжных общественных объединений. Педагогика, 2001. — № 6. — С.40-44.
34. Тетерский С. В. Путеводитель по программам ДИМСИ. М.: Изд-во «ЛИНИЯПРИНТ», 2001. — 30 с.
35. Тетерский С. В. Ресурсный потенциал детской общественной организации. Вопросы психического здоровья детей и подростков, 2001. — № 1. — С.106-110
36. Тетерский С. В. СМИ о ДИМСИ: Сборник публикаций о ДИМСИ/ Сост. С. В. Тетерский. М.: ACADEMIA, 2001. — 154 с.
37. Тетерский С. В. Год волонтера в России состоялся. Дидакт, 2002. — № 2 (47) март-апрель 2002. — С.34-38.
38. Тетерский С. В. Малые гранты как технология социальной работы. Современные технологии в социальной работе и вузовской подготовке специалистов социальной сферы: Материалы международной научно-практической конференции (Тамбов, 12-14 марта 2002 г.) / Под ред. Р. М. Куличенко. — Тамбов: Изд-во ТГУ, 2002. — 359 с. — С.304-307.
39. Тетерский С. В. Праздник взаимной любви и поддержки. Детская литература, 2002. — № 3. — С.50-56
40. Тетерский С. В. С позиции ответственности. Молодёжные ведомости Национального Совета молодёжных и детских объединений России: юбилейный выпуск 1992—2002. — М.: Издание Нацсовета России и Минобразования России, 2002. — С.25-26
41. Тетерский С. В. Взаимодействие государства и общества в поддержке молодёжных инициатив. Социальное партнерство трех секторов общества как фактор совершенствования системы социальной защиты населения: Материалы международной научно-практической конференции 26-28 ноября 2003 г. / Отв. ред. Р. М. Куличенко. — Тамбов: Изд-во ТГУ им. Г. Р. Державина, 2003. — С.31-36.
42. Тетерский С. В. Всероссийский добровольческий форум (информационное сообщение). Вопросы психического здоровья детей и подростков. — 2003. — № 1. — С.124-126.
43. Тетерский С. В. Добровольческое служение молодёжи в гражданском обществе / Сост. и научн. ред. С. В. Тетерский Балаково: ООО «АН ВЭ», 2003. — 150 с.
44. Тетерский С. В. Достойная смена профессионалам. Социальная работа. — 2003. — № 3. — С.29-31.
45. Тетерский С. В. Международный опыт государственно-общественной поддержки социальных инициатив детей и молодёжи. М.: РЕГЛАНТ, 2003. — 60 с.
46. Тетерский С. В. Образовательный потенциал добровольческой деятельности. В сб. Технология успеха. — Изд-во Фонда «Новые перспективы». — М., 2003. — С.76-91.
47. Тетерский С. В. Образовательный потенциал общественных организаций детей и молодёжи. Воспитание как социокультурный феномен: Материалы Всероссийской научно-практической конференции. — М.: ГосНИИ семьи и воспитания, 2003. — Ч.II. — С.67-71
48. Тетерский С. В. Общественная организация как открытая социально-педагогическая система. Школа молодых ученых: новые исследования. — М.: ИПСР РАО, 2003. — С.53-60.
49. Тетерский С. В. Общественная организация как психотерапевтическая группа // Вестник психосоциальной и коррекционно-реабилитационной работы. — № 2. — 2003. — С.7-15.
50. Тетерский С. В. Общественная организация: социально-психотерапевтический аспект деятельности. Вопросы психического здоровья детей и подростков. — 2003. — № 2. — С.73-75.
51. Тетерский С. В. Поддержка социальных инициатив детей и молодёжи: опыт и эксперимент. М.: Изд-во «Маска», 2003. — 176 с.
52. Тетерский С. В. Программа «Здоровый образ жизни — мой выбор» в профилактике наркомании и ВИЧ/СПИД в подростково-молодёжной среде. Вопросы психического здоровья детей и подростков. — 2003. — № 1. — С.55-61.
53. Тетерский С. В. Современные модели социально-педагогической профилактики девиантного поведения молодёжи. Молодое поколение XXI века: актуальные проблемы социально-психологического здоровья: Материалы II Международного Конгресса / Под ред. А. А. Северного, Ю. С. Шевченко. Минск, 3-6 ноября 2003 г. — Минск: Социальный проект, Ритм, 2003. — С.20-25.
54. Тетерский С. В. Делегаты обсуждают отчетный доклад. Социальная работа. — 2003. — № 4. — С.19-21.
55. Тетерский С. В. Социальные инициативы детей и молодёжи: поддержка общества и государства М.: РЕГЛАНТ, 2003. — 214 с.
56. Тетерский С. В. Современные требования к программам и учебным планам Дополнительное образование. — 2004. — № 10 (60). — С.22-27.
57. Тетерский С. В. Педагогическое взаимодействие при организации летнего отдыха детей и подростков. Дополнительное образование. — 2004. — № 5 (55). — С.22-27.
58. Тетерский С. В. Общественная организация детей и молодёжи как институт гражданского общества. Молодёжь и общество. — 2004. — № 3.
59. Тетерский С. В. Организация летнего отдыха детей и подростков. Всероссийская научно-практическая Интернет-конференция «Развитие воспитания в контексте общественных перемен».- 2004, www.niisv.ru
60. Тетерский С. В. Экономическая эффективность общественной деятельности детей и молодёжи Сайт ДИМСИ. Киров: www.dimsi.net, 2004.
61. Тетерский С. В. Педагогическое взаимодействие при организации летнего отдыха детей и подростков Научные труды Государственного научно-исследовательского института семьи и воспитания. — М.: Государственный НИИ семьи и воспитания, 2004. — Т.II. — С.70-76
62. Тетерский С. В. Роль молодёжи в развитии парламентаризма в России М.: Изд. дом ГУ ВШЭ, 2004. — В надзаг.: Совет Федерации Федерального Собрания Российской Федерации. — 40 с.
63. Тетерский С. В. Участие детей и молодёжи в добровольческом движении М.:www.gysd.net, 2004.
64. Тетерский С. В. Членство в ДИМСИ: Материал для обсуждения на Конференции ДИМСИ 17 сентября 2005 г. / Составитель С. В. Тетерский. М.: РОТОПРИНИТ, 2005.
65. Тетерский С. В. Об итогах и перспективах развития ДИМСИ: Доклад Центрального исполнительного комитета общероссийской общественной организации «Детские и молодёжные социальные инициативы» М.: РОТОПРИНТ, 2005.
66. Тетерский С. В. Молодёжь и гражданское общество: Сборник документов и материалов Всероссийской научно-практической конференции, посвященной 10-летию ДИМСИ 17-18 марта 2005 г. в Москве / Под ред. Л. Е. Никитиной. М.: РОТОПРИНТ, 2005.
67. Тетерский С. Молодёжная общественно полезная деятельность в России. М.: Фонд «Созидание», 2005.
68. Тетерский С. В. 10 лет ДИМСИ Информационный бюллетень Национального совета молодёжных и детских объединений России. — № 4. — апрель 2005. — С.9-11
69. Тетерский С. В. Молодёжное служение в гражданском обществе: Из опыта межведомственной поддержки детских и молодёжных социальных инициатив / Составитель С. О. Калинин. Научный редактор Н. А. Катаева. Киров: ООО «АСТАРТА», 2005. — 80 с.
70. Тетерский С. В. Коммюнике об итогах Всероссийского фестиваля общественных объединений детей и молодёжи, посвященного 60-летию Победы в Великой Отечественной войне, во Всероссийском детском центре «Орленок» 18 августа — 7 сентября 2005 г. Сайт ДИМСИ, Киров: www.DIMSI.net. — 2005 г. — 19 с. (1,5 п. л.).
71. Тетерский С. В. Причины неучастия детей и молодёжи в деятельности общественных объединений Вопросы психического здоровья детей и подростков. — 2005. — № 1. — С.52-57.
72. Тетерский С. Воспитательное пространство детского лагеря Народное образование. — 2005. — № 3 (1346). — С.123-126.
73. Тетерский С. В. 10 лет ДИМСИ Воспитание школьников. — 2005. — № 8. — С.35-40.
74. Тетерский С. В. Общественные объединения детей и молодёжи России: современное состояние и перспективы развития. Молодёжь — будущее цивилизации: Сборник материалов Международной конференции 15-17 ноября, г. С-Петербург. — СПб.: Изд-во ООО «Архей», 2005. — С.18-37.
75. Тетерский С. В. Финансовая стабильность детско-молодёжной общественной организации / Научн. ред. Никитина Л. Е. М.: Государственный НИИ семьи и воспитания, 2005. — 74 с.
76. Тетерский С. В. Программы и проекты повышения потребительской грамотности молодёжи: опыт реализации: Методический сборник / Под ред. Л. Е. Никитиной. — М.: Государственный НИИ семьи и воспитания, 2005. — 56 с.
77. Тетерский С. В. Тренинги и упражнения на развитие инициативности подростков. М.: Государственный НИИ семьи и воспитания, 2005. — 98 с.
78. Состояние и перспективы развития детского и молодёжного общественного движения в Российской Федерации / Научн. ред.-составитель С. В. Тетерский. М.: Логос, 2005. — 248 с.
79. Тетерский С. В. Концепция проведения специализированной смены «Диалог индивидуальностей» в ВДЦ «Орленок» Перспективы деятельности ВДЦ «Орленок» в 2006 г. — ВДЦ «Орленок», 2005. — 64 с.
80. Тетерский С. В. Молодёжная политика новой России: 15 лет перемен. К лучшему ли? Молодёжная политика и молодёжное движение в России: 15 лет перемен: Материалы научно-практической конференции "Воспитательный процесс как составная часть деятельности общественных молодёжных организаций: Сборник выступлений. — М: РСМ, ООО "Издательский дом «Космос», 2005. — С.98-101
81. Тетерский С. В. Общественные организации детей и молодёжи: воспитание свободой Педагогические основы развития креативности личности в процессе социализации: Материалы II Международной научно-практической конференции / Под ред. канд. пед. наук Э. К. Никитиной. — М.: МГПИ, 2005. — С.84-91
82. Тетерский С. В. О потребностно-целе-результативном подходе к общественному движению Социальные инициативы и детское движение: Материалы международной научно-практической конференции 1-4 декабря 2005 г./ Отв. ред. Э. А. Мальцева, О. А. Фиофанова. — Ижевск: Удмуртский университет, 2005. — С.36-43
83. Тетерский С. В. Детский лагерь как открытая воспитательная система М.: Ассоциация содействия детскому отдыху, 2005 (у Суховейко)
84. Тетерский С. В. Конкурсность как механизм государственного регулирования деятельности общественных организаций Молодёжь и общество. — 2005. — № 3. — с.17-23.
85. Тетерский С. В. Формирование семейных ценностей как перспектива развития «Орленка» / «Орленок»-2005: константы и перемены: Научные статьи и сообщения участников научно-практической конференции 18-20 мая 2005 г./ Под общ. ред. А. В. Джеуса, И. В. Романец. — Туапсе: МО ВДЦ, 2005. — С.81-86. Туапсе: МО ВДЦ, 2005
86. Тетерский С. В. Концепция развития научно-методического и кадрового потенциала общественных объединений и инициативных групп детей и молодёжи на 2006\07 годы М.: Национальный совет молодёжных и детских
87. объединений России, 2006.
88. Тетерский С. В. Пермь — столица Открытой молодёжной политики Сайт ДИМСИ. — Киров: www.dimsi.net, 2006
89. Тетерский С. В. Лидер ДИМСИ XXI века от 12 до 15 лет включительно: Положение о конкурсе Сайт ДИМСИ. — Киров: www.dimsi.net, 2006
90. Тетерский С. В. Культур много — Россия одна: концепция проведения специализированной смены Управления по делам молодёжи Федерального агентства по образованию 30 мая — 21 июня 2006 г. в ВДЦ «Орленок» Сайт Рособразования. — М.: https://web.archive.org/web/20080221004341/http://www.ed.gov.ru/, 2006 Сайт ДИМСИ. — Киров: www.dimsi.net, 2006.
91. Тетерский С. В. Всероссийский финал конкурса лидеров детских общественных объединений 2006 г. в ВДЦ «Орленок»: Положение о конкурсе Сайт Рособразования, М.: https://web.archive.org/web/20080221004341/http://www.ed.gov.ru/, 2006
92. Тетерский С. В. Всероссийский детско-юношеский фестиваль бардовской песни «Тюменские встречи»: Положение. Сайт ДИМСИ. — Киров:
93. www.dimsi.net, 2006
94. Тетерский С. В. Обратим взгляд в будущее. Вожатый Века: Ежеквартальный общественно-педагогический журнал. — № 1 (20). — Весна 2006. — С.25
95. Тетерский С. В. Стимулировать труд волонтеров. ВОЛОНТЁРкин: Ежеквартальный бюллетень Пермского областного отделения Международного историко-просветительского, правозащитного и благотворительного общества «Мемориал». — № 21-22. — Февраль-март 2006. — С.1-2.
96. Тетерский С. В. К вопросу об оценке экономической эффективности добровольческой (волонтерской) деятельности. Сайт Центра поддержки демократических молодёжных инициатив. — Пермь: www.pmem.ru, 2006
97. Тетерский С. В. Культур много — Россия одна / Молодёжь России: 15 лучших проектов и программ 2006 года М.: Ассоциация общественных объединений «Национальный Совет молодёжных и детских объединений России», 2006. — С.8
98. Тетерский С. В. Не-школа гражданского общества / Молодёжь России: 15 лучших проектов и программ 2006 года М.: Ассоциация общественных объединений «Национальный Совет молодёжных и детских объединений России», 2006. — С.11
99. Тетерский С. В. Совершенствование законодательного обеспечения деятельности общественных объединений детей и молодёжи Теория и практика дополнительного образования. — 2006. — № 4. — с.24-32
100. Тетерский С. В. Специфика воспитания творческой личности в общественном объединении Роль арттехнологий и арттехник в развитии творческого потенциала личности: Материалы научно-практической конференции общественных объединений Верхнекамья в рамках проекта «Союз артиийских содружеств». — г. Березники Пермского края: Дизайн-студия «СФЕРА», 2006. — С. 8-14.
101. Тетерский С. В. Целеполагание или индивидуальное проектирование Роль арттехнологий и арттехник в развитии творческого потенциала личности: Материалы научно-практической конференции общественных объединений Верхнекамья в рамках проекта «Союз артиийских содружеств». — г. Березники Пермского края: Дизайн-студия «СФЕРА», 2006. — С. 71-79.
102. Тетерский С. В. Фандрайзинг, или как найти деньги ВОЛОНТЁРкин: Ежеквартальный бюллетень Пермского областного отделения Международного историко-просветительского, правозащитного и благотворительного общества «Мемориал». — № 25-26. — июнь-июль 2006. — С.1-6.
103. Тетерский С. В. Участие молодёжи и демократическое воспитание Молодёжное участие и демократия в действии: материалы Встречи молодёжи Европы за многообразие, права человека и участие 21-25 сентября 2006 г. в г. Санкт-Петербург. — СПб.: Нацсовет молодёжных и детских объединений России, 2006. — С. 9-13.
104. Тетерский С. В. Вовлечение молодёжи в социальную практику как приоритет государственной молодежной политики: Сборник научных статей / Сост. Г. Г. Николаев; ред. М. Е. Кульпединова. — М.: ФГУ «Государственный НИИ семьи и воспитания», 2006. — 3 п. л. Тираж 1000 экз.
105. Тетерский С. В. Результаты комплексного исследования современных общественных объединений детей и молодёжи Педагогическое обозрение. — Читинский институт повышения квалификации работников образования — 5 (57), 2006. — С.44-51. Тираж 500 экз.
106. Тетерский С. В. Неформальное образование и социальные практики молодёжи: Сборник научных статей. / Сост. Г. Г. Николаев и М. Е. Кульпединова. Ред. С. В. Тетерский М.: ГосНИИ семьи и воспитания, 2006. — 85 с. (5 п. л.). Тираж 1000 экз.
107. Тетерский С. В. Инновационный воспитательный потенциал общественных объединений детей и молодёжи / Научные труды Государственного научно-исследовательского института семьи и воспитания / Сост. А. К. Быков. М.: ФГУ «Государственный НИИ семьи и воспитания», 2006. — Т.II. Актуальные проблемы воспитания детей и молодёжи. — С.99-111. (1 п. л.) — Тираж 100 экз.
108. Тетерский С. В. Диалог индивидуальностей (Большие братья / Большие сестры в «Орленке»): Сборник научно-методических материалов / Составитель Т. В. Лежнина, Научн. ред. И. Е. Дремина. — М., ВДЦ «Орленок», 2006. — 101 с. М.: ФГУ «ГосНИИ семьи и воспитания», 2007. — 88 с. Тираж 1000 экз.
109. Тетерский С. В. Об итогах работы Центрального исполкома ДИМСИ в 2005—2006 гг. и перспективах на 2007—2008 гг.: Отчет Центрального исполнительного комитета общероссийской общественной организации «Детские и молодёжные социальные инициативы» М.: ДИМСИ, 2007 — 21 с.
110. Герои ДИМСИ. Прохорова Ия Егоровна М.: ДИМСИ, 2007. — 16 с.
111. Тетерский С. В. Создаем Команду XXI века вместе: Научно-методические рекомендации для организаторов специализированной смены в ВДЦ «Орленок» 30 мая — 19 июня 2007 г. / Авторский коллектив. Научн. ред-сост. С. В. Тетерский. — М.: ФГУ «Государственный НИИ семьи и воспитания», 2007. — 62 с. (3,7 п. л.). Тираж 500 экз.
112. Проект «Команда» приоритетного направления «Развитие созидательной активности молодёжи» Стратегия государственной молодёжной политики в Российской Федерации на период до 2016 года, утвержденной 18 декабря 2006 г. распоряжением Правительства Российской Федерации. Документы Министерства образования и науки Российской Федерации, 2006 г.
113. Проект «Успех в твоих руках» приоритетного направления «Развитие созидательной активности молодёжи» Стратегия государственной молодёжной политики в Российской Федерации на период до 2016 года, утвержденной 18 декабря 2006 г. распоряжением Правительства Российской Федерации Документы Министерства образования и науки Российской Федерации, 2006 г.
114. Тетерский С. В. Роль детско-молодёжного движения в развитии гражданского общества Личность в социокультурном измерении: история и современность. — М.: «Индрик», 2007. — С.341-348
115. Тетерский С. В. «Родительский дом — начало начал»: специализированная смена детского актива страны во Всероссийском детском центре «Орленок» // Семья в России: Научный общественно-политический журнал. — 2007. — № 4. — С.75-86 (1 п. л.). — Тираж 3000 экз.
116. Тетерский С. В. О концепции современной государственной молодёжной политики в области воспитания / Научные труды Государственного научно-исследовательского института семьи и воспитания: Теоретико-методологические проблемы государственной семейной политики и воспитания детей и молодёжи. — М.: Государственный НИИ семьи и воспитания, 2007. — Т.I. — С.60-76 (1 п. л.). — Тираж 500 экз.
117. Tetersky S. Creating conditions for youth autonomy / A European Youth Forum Publication (Brussels Belgium). — ISSUE. — № 2. — 2007. — С.12 (0,5 п. л.). — Тираж 5000 экз.
118. Тетерский С. В. Концепция «Государственная молодёжная политика в области воспитания» / Воспитание как социокультурный феномен: концепции развития: Монографический сборник / Научн. ред. Никитина Л. Е. — М.: ФГУ «Государственный НИИ семьи и воспитания», 2007. — 78 с. (3,7 п. л.). — Тираж 200 экз.
119. Тетерский С. В. Как организовать празднование Года Семьи в детском лагере // Народное образование. — № 3. — 2008. — С.269-274. (1 п. л.) — Тираж 3000 экз.
120. Тетерский С. В. Воспитательный потенциал добровольчества и молодёжной политики // Развитие добровольческого служения российской молодёжи. — М.: Издательство РГСУ, 2008. — 108 с. — с. 80-90 (1 п. л.). — Тираж 1000 экз.
121. Тетерскитй С. В. Команда XXI века: семья талантливых людей: Сборник научно-методических материалов по итогам специализированной смены «Команда XXI века: Родительский дом — начало начал» в ВДЦ «Орленок» 30 мая — 20 июня 2007 г. / Коллектив авторов. Сост. Л. А. Побережная. Научн. ред. д. пед. н. С. В. Тетерский — М.: ФГУ «Государственный НИИ семьи и воспитания», 2008. — 124 с. (6,9 п. л.). — Тираж 700 экз.
122. Тетерский С. В. Молодое поколение России: Проект Доктрины / В. В. Аверьянов (руководитель авторского коллектива), В. Ю. Венедиктов, М. В. Восканян, В. А. Кучеренко, В. А. Луков, В. И. Лутовинов, А. Б. Рудаков, О. Л. Сергеев, С. В. Тетерский, К. А. Черемных. — М.: Фонд «Русский предприниматель», 2008. — 144 с. (11 п. л.) — Тираж 10 000 экз.
123. Тетерский С. В. Подготовка детей-сирот и детей, оставшихся без попечения родителей, к самостоятельной жизни: Сборник научно-методических материалов / Научн. ред.-сост. С. В. Тетерский, Г. Г. Николаев. — М.: Фонд «Виктория», 2008. — 434 с. (30 п. л.) — Тираж 1000 экз.
124. Тетерский С. В. Позитивный социализирующий потенциал общественных объединений детей и молодёжи / Становление и развитие профессий социальный работник и социальный педагог: опыт и перспективы: Мат-лы междунар. научн.-практ. конф. / Тамбовский государственный университет имени Г. Р. Державина. — Тамбов: ООО «Центр-пресс», 2009. — 304 с. — Сс.209-212. — Тираж 300 экз.
125. Тетерский С. В. Технология социального проектирования в деятельности педагогов интернатных учреждений: Сборник научно-методических материалов / Науч. ред.-состак как с. н. И. Н. Медведева, к. п. н. Г. Г. Николаев, д. п. н. С. В. Тетерский. — М/: Издательство «Проспект», 2009. — 288 с. (20) — Тираж 500 экз.
126. Тетерский С. В. Философия лидерства: Практическое пособие для инноватора и модернизатора своей жизни / Коллектив авторов под научн. ред. д. пед. н. С. В. Тетерского. — Н. Новгород: Изд-во ООО «Педагогические технологии», 2010. — 80 с. (4 п. л.) — Тираж 3000 экз.
127. Тетерский С. В. Рабочая тетрадь участника специализированных смен «Золотой запас» и «Школа юных предпринимателей» в ВДЦ «Орленок» / Коллектив авторов под научн. ред. д. пед. н. С. В. Тетерского. М.: ИД ДИМСИ, 2010. — 72 с. (3,6 п. л.) — Тираж 420 экз.
128. Тетерский С. В. Общественное самоуправление как элемент открытой воспитательной среды школы Нижегородское образование. — № 1 — Школа как открытая система. — 2011. — С.29-35. — Нижний Новгород: Нижегородский институт развития образования, 2011. — Тираж 1000 экз.
129. Тетерский С. В. Как заглянуть в своё завтра: Инновационный учебник в комиксах — М.: Триумф, 2011. — 108 с. — Тираж 3000 экз.
130. Тетерский С. В. Усиление наркомафии как результат многолетней борьбы с наркоманией Вопросы психического здоровья детей и подростков: Научно-практический журнал психиатрии, психологии, психотерапии и смежных дисциплин). — 2011 (11). — № 2. — С.135-137.
131. Тетерский С. В. Бороться или поддерживать? Проблемы социальной работы с молодёжью и молодёжная политика: история, теория, практика: Материалы Всероссийской научно-практической конференции. — Ч.2. — СПб.: ФГОБУ ВПО «СПГУДТ», 2011. — 184 с. — С. 132—134.
132. Тетерский С. В. Благотворительность как общественно-государственный заказ в системе образования / Волонтерское движение в вузе: история, теория, практика Волонтерское движение в вузе: история, теория, практика: Материалы научно-практической конференции 1-3 июня 2012 г. — М-во обр. и науки РФ, ФГБОУ ВПО "Тамб. гос. ун-т. им. Г. Р. Державина; отв. ред. Е. В. Великанова. — Тамбов: Издательский дом ТГУ им. Г. Р. Державина, 2012. — 152 с. — С.6-11.
133. Тетерский С. В. Позитивные и негативные результаты современного воспитания Тезисы научно-практической конференции «Ребенок в городской среде: особенности и проблемы», 20-21 сентября 2012 г. — М.: РОСИНЭКС, МТПП, 2012 г. — С.22-23.
134. Тетерский С. В. «Качели времени» и теория позитивного будущего Научно-методическое пособие Серия «Форсайт: известное будущее для счастливого настоящего». — М.: АНО ДИМСИ и МФК «Мотиватор24», 2013. — 65 с.
135. Тетерский С. В. Как ответно полюбить свою диссертацию Научно-методическое пособие Серия «Форсайт: известное будущее для счастливого настоящего». — М, 2013. — 133 с. (8 п. л.)
136. Тетерский С.В. СЕЙЧАСник: Рабочая тетрадь исследователя будущего «Качели времени». - М.: ДИМСИ, МГГУ имени М.А. Шолохова, МФК «Мотиватор24», 2013. – 17 с. (1 а.л.)
137. Тетерский С.В. Престижный город: Рабочая тетрадь тренера проекта “Город-Бизнес-НКО”. - М.: ДИМСИ, МГГУ им.М.А.Шолохова, МФК “Мотиватор24”, 2014. – 27 с.
138. Тетерский С.В. Рабочая тетрадь слушателей курсов повышения квалификации «Управление проектами, экспертиза и продвижение молодежных проектов» Северо-Кавказского молодежного форума «Машук-2014»: Учебно-методическое пособие. - Ставрополь: РИО Ставропольского филиала МГГУ им. М.А.Шолохова, 2014 – 80 с.
139. Тетерский С.В. Россия и современный мир: образ будущего. Рабочая тетрадь: Учебно-методическое пособие / Под ред. В.Л.Шаповалова. – Тверь: Изд-во «СФК-офис», 2014. – 44 с.
140. Тетерский С.В. Рабочая программа дисциплины (модуля) «Технологии воспитательной работы». - М.: ФГБОУ ВПО «МГГУ им. М.А.Шолохова», 2014. – 12 с.
141. Тетерский С.В. Рабочая программа дисциплины (модуля) «Педагогика». - М.: ФГБОУ ВПО «МГГУ им. М.А.Шолохова», 2014. – 12 с.
142. Тетерский С.В. Рабочая программа дисциплины (модуля) «Технология личностного развития». - М.: ФГБОУ ВПО «МГГУ им. М.А.Шолохова», 2014. – 12 с.
143. Тетерский С.В. Мы хотим жить в мире: Пакет методических материалов для проведения работы с детьми и молодежью в образовательных и некоммерческих организациях, общественных объединениях. - М.: МПД «Мир без нацизма», 2015. – 103 с. (6 а.л.)
144. Тетерский С.В. 5+5 секретов идеального тренинга: Методические рекомендации. - М.: АНО ДИМСИ, 2015. – 24 с. (0,7 а.л.)
145. Тетерский С.В. Форсайт молодежной политики РСГУ-2015: Рабочая тетрадь участника выездной стратегической сеессии. – М.: Изд-во РГСУ, 2015.
146. Тетерский С.В. Вожатый. Техника. Наука: система подготовки педагогических отрядов для научно-технического лагеря:. Учебно-методическое пособие. – М: МГИУ, 2015. – 216 с. (13 а.л., в соавторстве)
147. Тетерский С.В. Методическое и организационное сопровождение профессиональной ориентации детей и молодежи: опыт межрегионального образовательного проекта «Индустриальный парк». - М: МГИУ, 2015. – 16 с. (1 а.л.).
148. Тетерский С.В. Технологии самоорганизации и эффективного взаимодействия: модуль «Волонтёрство»: Рабочая программа учебной дисциплины. - М.: РГСУ, 2015. – 25 с. (1,5 а.л.)
149. Тетерский С.В. Социальное волонтерство: 3-х модульный курс для дистанционного обучения и повышения квалификации кадров: Рабочая программа учебной дисциплины. М.: РГСУ, 200 с. (12 а.л.)
150. Тетерский С.В. Проектные методы в формировании гражданской идентичности у школьников: Методический кейс и методические указания. - М.: Московский Политех, 2017. - 307 с.
151. Тетерский С.В. Междисциплинарная проектная школа: Учебно-методическое пособие для педагогов. – М.: Московский Политех, 2017. - 224 с.
152. Тетерский С.В. Время созидателя: 100+ упражнений воспитания кадров современной России: Рабочая тетрадь. - М., Екатеринбург: Банк культурной информации, 2017. – 184 с.
153. Тетерский С.В. Социальное проектирование волонтёра: Рабочая тетрадь для студентов и преподавателей по социальному проектированию в рамках проекта «Где мы – там победа» по программе развития деятельности студенческих объединений ФГОБУ ВО «Тамбовский государственный университет имени Г.Р.Державина» при поддержке Министерства образования и науки Российской Федерации / Серия «Методическая копилка выпускника Школы волонтёров». - Самара: ООО «Книжное издательство», 2017. – 177 с.
154. Тетерский С.В., Великанова Е.В. Семья: примирение поколений / Серия «Методическая копилка выпускника Школы волонтёров». - Самара: ООО «Книжное издательство», 2017. – 70 с.
155. Тетерский С.В. Дополнительная общеобразовательная общеразвивающая программа «Команда ГТО». - Крым: ФГБОУ «МДЦ «Артек», 2017. – 13 с.

1. Тетерский С. В. Общественные объединения детских и молодёжных социальных инициатив: Информация и документы. М.: Изд-во АСОПиР, 1998. — 24 с..
2. Тетерский С. В. Образовательная программа допрофессиональной подготовки и начального профессионального образования социальных педагогов и социальных работников. М.: Изд-во АСОПиР, 1996. — 56 с.
3. Тетерский С. В. Общественные объединения детских и молодёжных социальных инициатив. М.: Изд-во АСОПиР, 1997. — 71 с.
4. Тетерский С. В. Рекомендации при подготовке к аттестации. В кн.: Аттестация педагогических кадров в учреждениях дополнительного образования детей // Серия «Нормативно-правовое обеспечение содержания в Москве». — Вып.2. — М.: Центр инноваций в педагогике, 1997. — С.16-62.
5. Тетерский С. В. Выборы XXI века (Деловая игра с элементами психологического тренинга). М.: Изд-во АСОПиР РФ, 1999. — 16 с..
6. Тетерский С. В. Методы и методики работы по программе «Большие Братья/Большие сестры». Сб. документов и материалов "Американская программа «Большие Братья/Большие сестры в России». — М.: ACADEMIA, «Рандеву-АМ», 1999. — С.11-29.
7. Тетерский С. В. Программа тренинговой работы с волонтерами и супервизорами: Сб. документов и материалов "Американская программа «Большие Братья/Большие сестры в России». — М.: ACADEMIA, «Рандеву-АМ», 1999. — С.30-34.
8. Тетерский С. В. Введение в социальную работу. М.: Академический проект, 2000 (ежегодное переиздание 2001—2004). — 496 с.
9. Тетерский С. В. Документы и материалы ДИМСИ. — М.: ACADEMIA, 2000. — 76 с.
10. Тетерский С. В. Педагогика общественного служения. М.: Академический проект, 2003. — 528 с.
11. Тетерский С. В. Деловая игра «Молодёжная служба доверия»: В кн. Диалог индивидуальностей: информационно-методический сборник / Под общей ред. Т. Я. Шиховой. — Пермь: Перм. гос. пед. ун-т., 2001. — С.56-65
12. Тетерский С. В. Методика деловой игры «Добровольная помощь местному сообществу». Сб. Добрая воля / Под ред. Н. Серяковой, Т. Михеевой. — М.: Фонд «Новые перспективы», 2001. — С.35-45.
13. Тетерский С. В. Прояви инициативу — сотвори добро: Программа ДИМСИ. В кн. Открытый конкурс вариативных программ Министерства образования Российской Федерации и Всероссийского детского центра «Орленок»: ВДЦ «Орленок», 2001. — С.8-15
14. Тетерский С. В. Современные психолого-педагогические технологии работы по программе «Большие Братья/Большие Сестры». Сб. Из опыта программы «Большие Братья/Большие Сестры» в России. — Рязань: Изд-во «Пресса», 2001 — С.16-23
15. Тетерский С. В. Кто в лагере живёт? / Сост. С. В. Тетерский. М.: ACADEMIA, 2003. — 130 с.
16. Тетерский С. В. Педагогика школьных каникул / Сост. и науч. ред. С. В. Тетерский. М.: Академический проект, 2003. — 176 с.
17. Тетерский С. В. Лидер здоровья Москвы: технологические приемы пропаганды здорового образа жизни / Науч. редактор С. В. Тетерский. М.: Изд-во «РЕГЛАНТ», 2004. — 48 с.
18. Тетерский С. В. Молодое поколение в гражданском обществе: Сборник социально-педагогических программ общественных объединений детей и молодёжи / Составитель С. В. Тетерский. М.: Изд-во «РЕГЛАНТ», 2004. — 314 стр.
19. Тетерский С. В. Всемирный день молодёжного служения и Весенняя Неделя Добра М.: ООО «СПП», 2004. — 180 с.
20. Тетерский С. В., Тебе, вожатый! Выпуск 3. Сборник программ летних смен «Из опыта детских оздоровительных лагерей». Н. Новгород: Изд-во ООО «Педагогические технологии», 2005. — 104 с. (6,11 п. л., авторских — 2 п. л.).
21. Тетерский С. В. Прояви инициативу — сотвори добро: Сборник проектов участников смены ДИМСИ в ВДЦ «Орленок» / Под ред. С. В. Тетерского. Туапсе: ВДЦ «Орленок», 2005. — 44 с. (3 п. л.).
22. Тетерский С. В. Специализированная смена Министерства образования и науки РФ и Федерального агентства по образованию «Команда XXI», посвященная празднованию 60-й годовщины Победы в Великой Отечественной войне 1941—1945 гг. Краснодар: Типография «ОПС», 2005. — 26 с. (2 п. л.).
23. Тетерский С. Как мы хотим, и будем жить: Методика проведения деловой игры по программированию и проектированию профильных и тематических смен Народное образование. — 2005. — № 3 (1346). — С.127.
24. Тетерский С. В. Молодёжный, детский, семейный отдых: опыт реализации программ общественных объединений и некоммерческих организаций: Информационно-методический сборник / Отв. ред. С. В. Тетерский. М.: Государственный НИИ семьи и воспитания, 2005. — 96 с.
25. Тетерский С. В. Потребительская грамотность молодёжи: программы и проекты общественных объединений: Методический сборник / Под ред. Л. Е. Никитиной. М.: Государственный НИИ семьи и воспитания, 2005. — 64 с.
26. Тетерский С. В. Школа гражданского общества Гражданское становление и патриотическое воспитание молодёжи: Методический сборник проектов / Под ред. И. И. Мельниченко, И. В. Метлика. — М.: Государственный НИИ семьи и воспитания, 2005. — 52 с.
27. Тетерский С. В. Современные тенденции и технологии воспитания детей и молодёжи: программа курсов повышения профессиональной квалификации для представителей органов по делам молодёжи, органов управления образованием, учреждений образования и общественных объединений 3-17 июня 2006 г., Федеральное государственное образовательное учреждение "Всероссийский детский центр «Орлёнок». Сайт ДИМСИ. — Киров: www.dimsi.net, 2006.
28. Тетерский С. В. Культур много — Россия одна: Информационно-методические материалы для участников специализированной смены Управления по делам молодёжи Федерального агентства по образованию «Команда XXI века» / Научн. ред. С. В. Тетерский М.: Управление по делам молодёжи Рособразования; ВДЦ «Орленок», 2006. — 55 с.
29. Тетерский С. В. Команда XXI века: в едином творческом порыве: Сборник научно-методических материалов / Коллектив авторов / Составители Л. А. Побережная, С. С. Панченко / Научн. ред. С. В. Тетерский Краснодар: «Пресс-имидж», 2006. — 234 с.
30. Тетерский С. В. Методика организации пропаганды общественной деятельности детей и молодёжи в средствах массовой информации Влияние средств массовой информации на детей и молодёжь: Методическое пособие для учителей и студентов педагогических вузов / Л. Звонарева, М. Петров. — г. Шумен Болгарии: Изд-во «АКСИОС», 2006. — С.61-76.
31. Тетерский С. В. Программы профилактики асоциальных явлений в подростковой среде. Киров: ООО «БУМАЖНИК», 2006. — 72 с. — Тираж 500 экз.
32. Выбор есть всегда! Сост. Ю. В. Ромашина. Научн. ред. д. пед. н. С. В. Тетерский. — М.: Государственный НИИ семьи и воспитания, 2005. — 92 с. (10 п. л.) — Тираж 1000 экз.
33. Искусство вести за собой… Тренинги и занятия по формированию у юношества социальной инициативности и лидерских качеств Под ред. д. п. н. С. В. Тетерского — М.: АРКТИ, 2007. — 96 с. (10 п. л.). — Тираж 5000 экз.
34. Детский оздоровительный лагерь: воспитание, обучение, развитие М.: АРКТИ, 2007. — 104 с. (6,5 п. л.). — Тираж 3000 экз.
35. Тетерский С. В. Команда XXI века: Маршальский жезл: Программа специализированной смены Федерального агентства по образованию во Всероссийском детском центре «Орленок» 10-11 — 30-31 августа 2008 г. / Коллектив авторов. Научн. ред. д. пед. н. С. В. Тетерский — М.: ДИМСИ, 2008. — 29 с. (2,5 п. л.). — Тираж 1100 экз.
36. Тетерский С. В. Россия 2020: Равнение на подвиг: Программа специализированной смены ДИМСИ в ВДЦ «Орленок» 10-11 — 30-31 августа 2008 г. / Коллектив авторов. Научн. ред. д. пед. н. С. В. Тетерский. — М.: ДИМСИ, 2008. — 10 с. (0,8 п. л.). — Тираж 500 экз.
37. Тетерский С. В., Ромашина Ю. В., Казаков Е. О. Стратегия успеха достижения личной цели: Методические рекомендации по организации специализированной смены Федерального агентства по образованию «Команда XXI века: Маршальский жезл» — М.: ДИМСИ, 2008. — 22 с. (2,1 п. л.)
38. Тетерский С. В., Ромашина Ю. В., Симонович В. Л. Методическое обеспечение программы Всероссийской школы подготовки волонтеров из числа обучающихся образовательных учреждений по вопросам профилактики злоупотребления психоактивными веществами, ВИЧ (методика «Равный — равному»): Методические рекомендации. — М.: ДИМСИ, 2008. — 62 с. (3,9 п. л.). — Тираж 1000 экз.
39. Тетерский С. В., Решетников О. В. Социальное служение (участие молодёжи в общественно полезной деятельности). — Нижний Новгород: Изд-во ООО «Педагогические технологии», 2009. — 146 с. (11 п. л.) — Тираж 3000 экз.
40. Тетерский С. В., Ромашина Ю. В., Симонович В. Л. Я в команде. (Методика подготовки волонтеров «Равный — равному»): Методические рекомендации. — Нижний Новгород: Изд-во ООО «Педагогические технологии», 2009. — 80 с. (4,2 п. л.) — Тираж 3000 экз.
41. Тетерский С. В. Смене — быть!: Подготовка и проведение специализированных смен на базе ВДЦ «Орленок» в рамках реализации Стратегии государственной молодёжной политики в РФ по направлению «Команда»: Методическое пособие / Авт. коллектив под рук. С. В. Тетерского. — Н. Новгород: Изд-во ООО «Педагогические технологии», 2010. — 160 с. (10 п. л.) — Тираж 3000 экз.
42. Тетерский С. В. Семь «Я» самоуправлениЯ: Рабочая тетрадь участника регионального образовательного проекта «Молодёжная программа Губернатора» / Авт. кол-в под рук. д. пед. н. С. В. Тетерского. Ростов-на-Дону: Международный форсайт-клуб «Мотиватор24», 2012. — 102 с. (6,7 п. л.)
43. Тетерский С. В. Проект «Молодёжная команда губернатора» / Семь креативных «Я» самоуправлениЯ М-во обр. и науки РФ, ФГБОУ ВПО "Тамб. гос. ун-т. им. Г. Р. Державина. — Тамбов: Издательский дом ТГУ им. Г. Р. Державина, 2012—354 с. — С.16-64.
44. Тетерский С. В. Библиожизнь: живая книга ценителей библиотек Сборник методических материалов по итогам реализации проекта ДИМСИ «Сельская библиотека как фундамент привлекательной Родины» — М.: АНО ДИМСИ, 2013. — 99 с. (6,7 п. л.)
45. Тетерский С. В. Универсальная программа курсов повышения квалификации с разработкой имидж-версий развития учреждения (организации, территории) по теме «Управление позитивными переменами: личность-семья-соседи-регион-страна» М.: АНО ДИМСИ, 2013. — 14 с. (1 п. л.)
46. Тетерский С. В. Специализированная смена дизайнеров позитивной России: программа Общероссийской общественной организации «Детские и молодёжные социальные инициативы» (ДИМСИ) для Всероссийского конкурса программ профильных и специализированных (тематических) смен в ФДЦ «Смена» М.: ДИМСИ, 2013. — 26 с.
47. Тетерский С. В. Краткий справочник участника семинара Всероссийского общества глухих «Фандрайзинг и финансовая грамотность», 14-15 мая 2013 г., г. Москва. М.: ВОГ, 2013. — 15 с.
48. Тетерский С. В. Управление позитивными переменами как приоритетная социально-педагогическая задача / Гражданское общество как субъект формирования социального здоровья населения: Материалы международной научно-практической конференции 21-22 ноября 2013 г. / ТГУ имени Г. Р. Державина. — Тамбов: ООО «Орион», 2013. — С.43-45. — 150 экз.
49. Тетерский С. В. Дизайнеры успеха: Научно-методическое пособие участника форума региональных руководителей ДИМСИ в г. Челябинск, 22-24 декабря 2013 г. — Челябинск: ДИМСИ, 2013. — 50 с. (в соавторстве)
50. Тетерский С. В. Педагогическое управление клиповым сознанием современной молодёжи / Ценности и смыслы. 2014. — № 1(29). — С.56-62
51. Тетерский С. В. Педагогическое управление клиповым сознанием современной молодёжи / Модели и механизмы становления гражданского и национального самосознания старшеклассников в современной школе: реализация потенциала Федерального государственного образовательного стандарта среднего (полного) общего образования: Материалы Всероссийской научно-практической конференции (13-15 декабря 2013 года) / МГГУ им. М. А. Шолохова. — М.: Национальный молодёжный центр, 2014. — С.118-127. — 500 экз.
52. Тетерский С. В. Город-бизнес-НКО: совершенствование моделей и практик гражданского и корпоративного участия в управлении местными сообществами: проект-победитель Открытого конкурса по выделению грантов некоммерческим неправительственным организациям, проводимом в соответствии с Распоряжением Президента Российской Федерации от 29 марта 2013 года № 115-рп «Об обеспечении в 2013 году государственной поддержки некоммерческих неправительственных организаций, реализующих социально значимые проекты и участвующих в развитии институтов гражданского общества». — М.: АНО ДИМСИ, 2014. — 30 с.
53. Тетерский С. В. Престижный город: Рабочая тетрадь тренера проекта «Горо-Бизнес-НКО». — М.: ДИМСИ, МГГУ им. М. А. Шолохова, МФК «Мотиватор24», 2014. — 27 с. (в соавторстве).
54. Тетерский С. В. О совершенствовании моделей и практик гражданского и корпоративного участия в управлении местными сообществами: Научно-методические рекомендации /Кол-в авторов под рук-ом д. пед. н. С. В. Тетерского. — М: ДИМСИ, 2014. — 18 с. (1,5 п. л.)
55. Тетерский С. В. Подготовка вожатого как создателя конкурентной педагогической системы / Технология управления организацией и подготовкой профильных смен для молодёжи в возрасте от 14 до 18 лет: теория и практика: Учебно-методическое пособие для организаторов работы с молодёжью. — М.: РИЦ МГГУ им. М. А. Шолохова, 2014. — С.114-129 (1 п. л.)
56. Тетерский С. В. Экспертная оценка реализации Северо-Кавказского молодёжного форума «Машук-2014» / Технологии воспитания подростков и молодёжи, подготовка кадрового резерва молодёжной политики: Монография. — М.: РИЦ МГГУ им. М. А. Шолохова,, 2014. — С.190-212 (1 п. л., в соавторстве, 0,5 а. л.).
57. Тетерский С. В. Рабочая тетрадь слушателей курсов повышения квалификации «Управление проектами, экспертиза и продвижение молодёжных проектов» Северо-Кавказского молодёжного форума «Машук-2014»: Учебно-методическое пособие. — Ставрополь: РИО Ставропольского филиала МГГУ им. М. А. Шолохова, 2014 — 80 с. (в соавторстве)
58. Тетерский С. В. Россия и современный мир: образ будущего. Рабочая тетрадь: Учебно-методическое пособие / Под ред. В. Л. Шаповалова. — Тверь: Изд-во «СФК-офис», 2014. — 44 с. (в соавторстве) развитии институтов гражданского общества». – М.: АНО ДИМСИ, 2014. – 30 с.
59. Тетерский С.В. Подготовка вожатого как создателя конкурентной педагогической системы / Технология управления организацией и подготовкой профильных смен для молодежи в возрасте от 14 до 18 лет: теория и практика: Учебно-методическое пособие для организаторов работы с молодежью. – М.: РИЦ МГГУ им. М.А.Шолохова, 2014. – С.114-129 (1 п.л.)
60. Тетерский С.В. Экспертная оценка реализации Северо-Кавказского молодежного форума «Машук-2014» / Технологии воспитания подростков и молодежи, подготовка кадрового резерва молодежной политики: Монография. – М.: РИЦ МГГУ им.М.А.Шолохова, 2014. – С.190-212.
61. Тетерский С.В. Качели времени»: известное будущее для счастливого настоящего: Научно-методическое пособие / Серия «Форсайт: известное будущее для счастливого настоящего». – М.: МФК «Мотиватор24», 2015. – 50 с.
62. Тетерский С.В. Педагогический потенциал молодежных общественных объединений / Педагогика, 2015. – №6. – С.67-70
63. Тетерский С.В. Вера в образ идеального исследователя как ориентир развития науки / Материалы Межрегиональной научно-практической конференции "Наука будущего" (Ижевск, 22-23 апреля 2015 г.). – Ижевск, 2015.
64. Тетерский С.В. Теория и практика устойчивого ценностно-позитивного развития молодёжи: Коллективная монография под ред. С.В.Тетерского, Т.К.Ростовской. - М.: ПЕРСПЕКТИВА, 2016. – 280 с. (20 а.л.)
65. Тетерский С.В. Патриотическое воспитание молодёжи и его направления / В сборнике: Молодежь и общество Сборник научных статей / Под общей редакцией Фоминой С.Н. - С. 84-89. - М.: РГСУ, 2016
66. Тетерский С.В. Волонтёрство как технология развития социальной активности молодёжи / В сборнике: Молодежь и общество Сборник научных статей. / Под общей редакцией Фоминой С.Н. - С. 129-133 М.: РГСУ, 2016 Тетерский С.В. Предпосылки экстремизма в молодёжной среде / В сборнике: Молодежь и общество Сборник научных статей / Под общей редакцией Фоминой С.Н. - С. 133-137. - М.: РГСУ, 2016
67. Идеальный образ счастливой семьи как ориентир современного образования / В сборнике: Молодая семья: вчера, сегодня, завтра Сборник тезисов и докладов выступлений по итогам Круглого стола. Под общей редакцией Т.К. Ростовской, Г.В. Заярской, Е.А. Князьковой, А.Ю. Фодоря. - С. 9-14. - М.: РГСУ, 2016
68. Тетерский С.В. Типичные ошибки в выпускных квалификационных работах современных студентов. - М.: Ученые записки Российского государственного социального университета. 2016. Т. 15. № 2 (135). С. 162-169.
69. Тетерский С.В. Концепция культуросообразности детского отдыха: теоретический аспект. - М.: Ученые записки Российского государственного социального университета. 2016. Т. 15. № 3 (136). - С. 96-103.
70. Тетерский С.В. Источники, факторы и условия противодействия развитию ненависти в молодёжной среде / Alma mater (Вестник высшей школы). 2016. № 5. С. 20-22.
71. Тетерский С.В. Ценности счастливого взаимодействия между людьми / Время созидателя: Сборник лучших практик муниципального образования "Город Киров". - Киров: ООО "Кировская областная типография", 2017. - С.35-43.
72. Тетерский С.В. Основные этапы развития и современные модели молодёжной политики в Российской Федерации / Профессиональный проект: идеи, технологии, результаты, 2017. - №1 (16). – С.46-60
73. Тетерский С.В. Воспитание кадров современной России: Научно-методическое пособие для педагогов, специалистов по работе с молодёжью и родителей. - М.: Издательский отдел Управления делами Аппарата СФ ФС РФ, 2017. – 226 с.